# Col·lecció de 16 Medalles oficials commemoratives dels Jocs de la XXVa Olimpíada

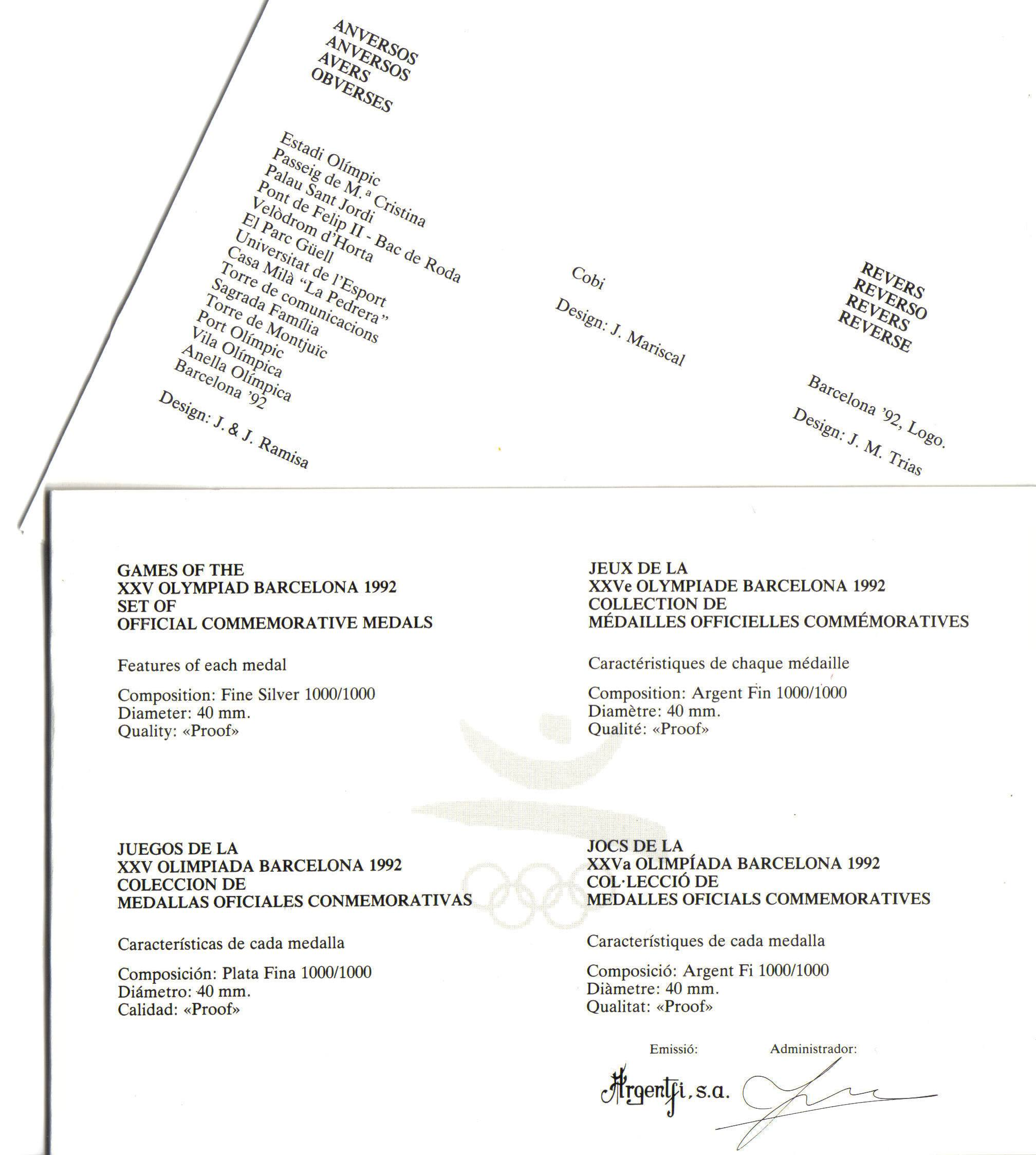
Garantia Col·lecció 16 Medalles de plata oficials commemoratives Barcelona'92

La Col·lecció de Medalles Oficials Commemoratives dels Jocs de la XXV Olimpíada Barcelona 1992 és una col·lecció numismàtica que va constar de 16 emissions amb un revers comú dissenyat per Josep Maria Trias Folch amb el logotip dels Jocs, però amb 16 diferents motius en l'anvers. El nombre 16 es va triar pel fet de ser els dies que van durar els Jocs.
El 9 de desembre del 1988, el conseller delegat del Comitè Organitzador Olímpic Barcelona’92, Josep Miquel Abad i l'administradora de l'empresa Argentfí S.A. (empresa que va cessar la seva activitat l'any 2001) Josefa Martínez Ortega, van signar el contracte pel qual el COOB’92 atorgava a aquesta empresa la concessió de la fabricació, emissió i comercialització de la sèrie de medalles oficials commemoratives dels Jocs d'Estiu de la XXV Olimpíada.
El 12 de desembre del 1988 al Museu i Centre d'Estudis de l'Esport Doctor Melcior Colet de la Generalitat de Catalunya es va presentar la primera medalla de la sèrie en la qual figurava el logotip de Barcelona’92 en el revers i la mascota Cobi dissenyada per Xavier Mariscal en l'anvers. Les emissions van continuar amb quinze anversos més creats tots ells per Josep Ramisa i Jordi Ramisa mitjançant la tècnica del modelat, amb com a tema els monuments més significatius de Barcelona i la ciutat mateixa. La col·lecció completa de 16 medalles es va presentar altre cop al Museu i Centre d'Estudis de l'Esport Doctor Melcior Colet el dia 13 de desembre del 1991.
L'emissió es va realitzar en les següents mesures, aliatges i pesos:
- Plata Fina 1000/1000, 40 mm de diàmetre.
- Or 22 Quirats 917/1000, 26 mm de diàmetre; 8,5 gr.
- Or 22 Quirats 917/1000, 32 mm de diàmetre; 17,5 gr

## Exposicions
- Museu i Centre d'Estudis de l'Esport Doctor Melcior Colet
- Museu Olímpic i de l'Esport Joan Antoni Samaranch (secció de numismàtica, al centre).